# Federazione Giovanile Socialista
Federazione Giovanile Socialista (Nederlands: Federatie van Jonge Socialisten), was de benaming van de jeugdafdeling van de voormalige Partito Socialista Italiano (Socialistische Partij van Italië). De jeugdbeweging werd net als de partij in 1994 opgeheven.
Enrico Boselli, de huidige voorzitter van de Socialisti Democratici Italiani (SDI) was vroeger secretaris van de FGS.